# Lemberg (Moselle)
Lemberg település Franciaországban, Moselle megyében. Lakosainak száma 1427 fő (2022. január 1.). Lemberg Reyersviller, Goetzenbruck, Bitche, Enchenberg, Lambach, Mouterhouse és Saint-Louis-lès-Bitche községekkel határos.

## Népesség
A település népességének változása:
| Lakosok száma | 1657 | 1544 | 1596 | 1529 | 1483 | 1465 | 1455 | 1432 | 1420 | 1427 |
|               | 1968 | 1982 | 1990 | 2006 | 2013 | 2015 | 2017 | 2019 | 2020 | 2022 |